# Psilus lapponicus
Psilus lapponicus är en stekelart som först beskrevs av Thomson 1858.  Psilus lapponicus ingår i släktet Psilus, och familjen hyllhornsteklar. Arten är reproducerande i Sverige.